# Kategoria e Parë 1933
Die Kategoria e Parë 1933 (sinngemäß: Erste Liga) war die vierte Austragung der albanischen Fußballmeisterschaft. Sie wurde vom albanischen Fußballverband Federata Shqiptare e Futbollit organisiert und lief zwischen dem 2. April und dem 11. Juni 1933.

## Saisonverlauf
Wie schon im Vorjahr spielten fünf Teams den Meistertitel aus. Alle Teams traten je zweimal gegeneinander an. In der letzten Saison war der KS Skampa Elbasan abgestiegen. Ersetzt wurde er durch den SK Kavaja, der aus der damals noch zweitklassigen Kategoria e dytë aufgestiegen war. 1933 gab es aber keinen Abstiegsplatz aus der Kategoria e Parë, da die Liga im Folgejahr auf sieben Vereine erweitert werden sollte.
In den insgesamt 20 Partien fielen 63 Tore, was einem Schnitt von 3,2 Treffern pro Partie entspricht. Torschützenkönig mit sieben Treffern wurde Teufik Agaj von KS Skënderbeu Korça.
Zum ersten Mal errang nach den acht Spieltagen der KS Skënderbeu Korça, im Vorjahr noch Vorletzter, den Titel des albanischen Fußballmeisters und beendete damit die Vorherrschaft des SK Tirana, der die bisherigen drei Meisterschaften alle für sich entschieden hatte. Skënderbeu, das nur sechs Gegentreffer hinnehmen musste, revanchierte sich damit auch für die Finalspiele von 1930, als man Tirana kampflos den Titel überlassen hatte. Der Hauptstadtklub landete mit vier Zählern Rückstand dieses Mal lediglich auf Rang vier. Wie im Vorjahr auf den Plätzen zwei und drei lagen Bashkimi Shkodran und KS Teuta Durrës mit zwei bzw. vier Punkten Rückstand auf den neuen Titelträger. Nur ein Sieg gelang dem Neuling SK Kavaja. Als abgeschlagener Tabellenletzter mit 26 Gegentoren profitierte der Verein aber davon, dass 1933 auf einen Absteiger verzichtet wurde, und blieb erstklassig.

## Vereine
| Verein              | Logo                     | Stadt   |
| ------------------- | ------------------------ | ------- |
| KS Teuta Durrës     | Logo Teuta Durrës        | Durrës  |
| SK Kavaja           | Logo KS Besa Kavajë      | Kavaja  |
| KS Skënderbeu Korça | Logo Skënderbeu          | Korça   |
| Bashkimi Shkodran   | Logo FK Vllaznia Shkoder | Shkodra |
| SK Tirana           | Logo SK Tirana           | Tirana  |

## Abschlusstabelle
| Pl. | Verein              | Sp. | S | U | N | Tore    | Quote | Punkte |
| --- | ------------------- | --- | - | - | - | ------- | ----- | ------ |
| 1.  | KS Skënderbeu Korça | 8   | 5 | 2 | 1 | 018:600 | 3,00  | 12:40  |
| 2.  | Bashkimi Shkodran   | 8   | 5 | 0 | 3 | 014:900 | 1,56  | 10:60  |
| 3.  | KS Teuta Durrës     | 8   | 3 | 2 | 3 | 012:100 | 1,20  | 08:80  |
| 4.  | SK Tirana (M)       | 8   | 3 | 2 | 3 | 014:120 | 1,17  | 08:80  |
| 5.  | SK Kavaja (N)       | 8   | 1 | 0 | 7 | 005:260 | 0,19  | 02:14  |

| (M) | amtierender albanischer Meister |
| (N) | Neuaufsteiger                   |

## Kreuztabelle
| 1933                | Bashkimi Shkodran | SK Kavaje | KS Skënderbeu Korça | SK Tirana | KS Teuta Durrës |
| Bashkimi Shkodran   |                   | 3:0       | 1:3                 | 1:0       | 2:1             |
| SK Kavaja           | 0:3               |           | 0:1                 | 1:3       | 2:1             |
| KS Skënderbeu Korça | 2:1               | 9:1       |                     | 2:0       | 0:0             |
| SK Tirana           | 2:3               | 4:1       | 0:0                 |           | 2:2             |
| KS Teuta Durrës     | 1:0               | 2:0       | 3:1                 | 2:3       |                 |

## Die Mannschaft des Meisters KS Skënderbeu Korça
| 1.              | KS Skënderbeu Korça |
| Logo Skënderbeu | Klani Marjani, Kristaq Bimbli, Andrea Cani, Andon Miti, Lefter Petra, Fori Stassa, Nexhat Dishnica, Tomor Ypi, Thoma Vangjeli, Servet Tefik Agaj, Enver Kulla, Vasil Trebicka, Stavri Kondili, Aristotel Samsuri – Trainer: Qemal Omari. |